# Vöhrum
Vöhrum (niederdeutsch Vührm) ist mit ca. 7000 Einwohnern der größte Ort im Landkreis Peine in Niedersachsen. Anlässlich der Gebietsreform wurde Vöhrum am 1. März 1974 nach Peine eingemeindet und ist seither ein Ortsteil der Ortschaft Vöhrum/Eixe/Landwehr.

## Geografie

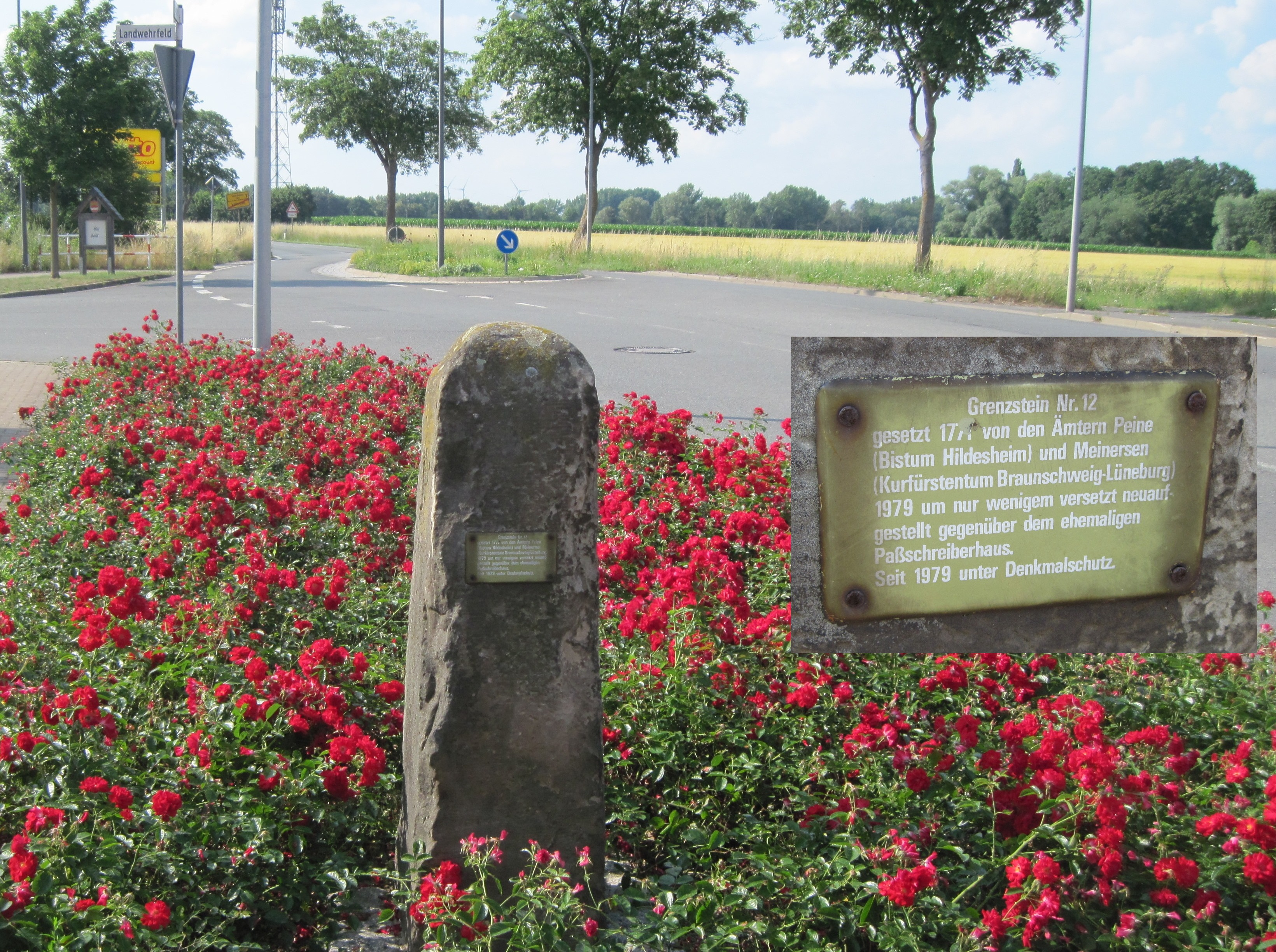
Alter Grenzstein am Landwehrfeld

Vöhrum liegt etwa vier Kilometer nordwestlich von Peine, ist aber durch den Ortsteil Telgte im Osten bebauungsmäßig bereits mit der Stadt verbunden. Vöhrum grenzt direkt an die Region Hannover an. Südwestlich begrenzt die Bahnstrecke Hannover–Braunschweig den Ort, nordwestlich die moorige Fuhseniederung.
Nachbarorte sind Peine, Telgte (statistischer Bezirk von Peine), Berkum, Rosenthal, Schwicheldt, Hämelerwald, Sievershausen, Röhrse, Landwehr und Eixe.

## Geologie
In einer Tongrube in der Feldmark von Vöhrum findet sich eine reiche Ammonitenfauna aus der Kreidezeit. In der Grube fand sich ein rundliches krebsähnliches Tier aus der Familie der Ostrakoden mit einer Länge von weniger als 1 Millimeter. Der Muschelkrebs ist nach seinem Fundort als „Protocythere vöhrumensis“ benannt worden.

## Geschichte

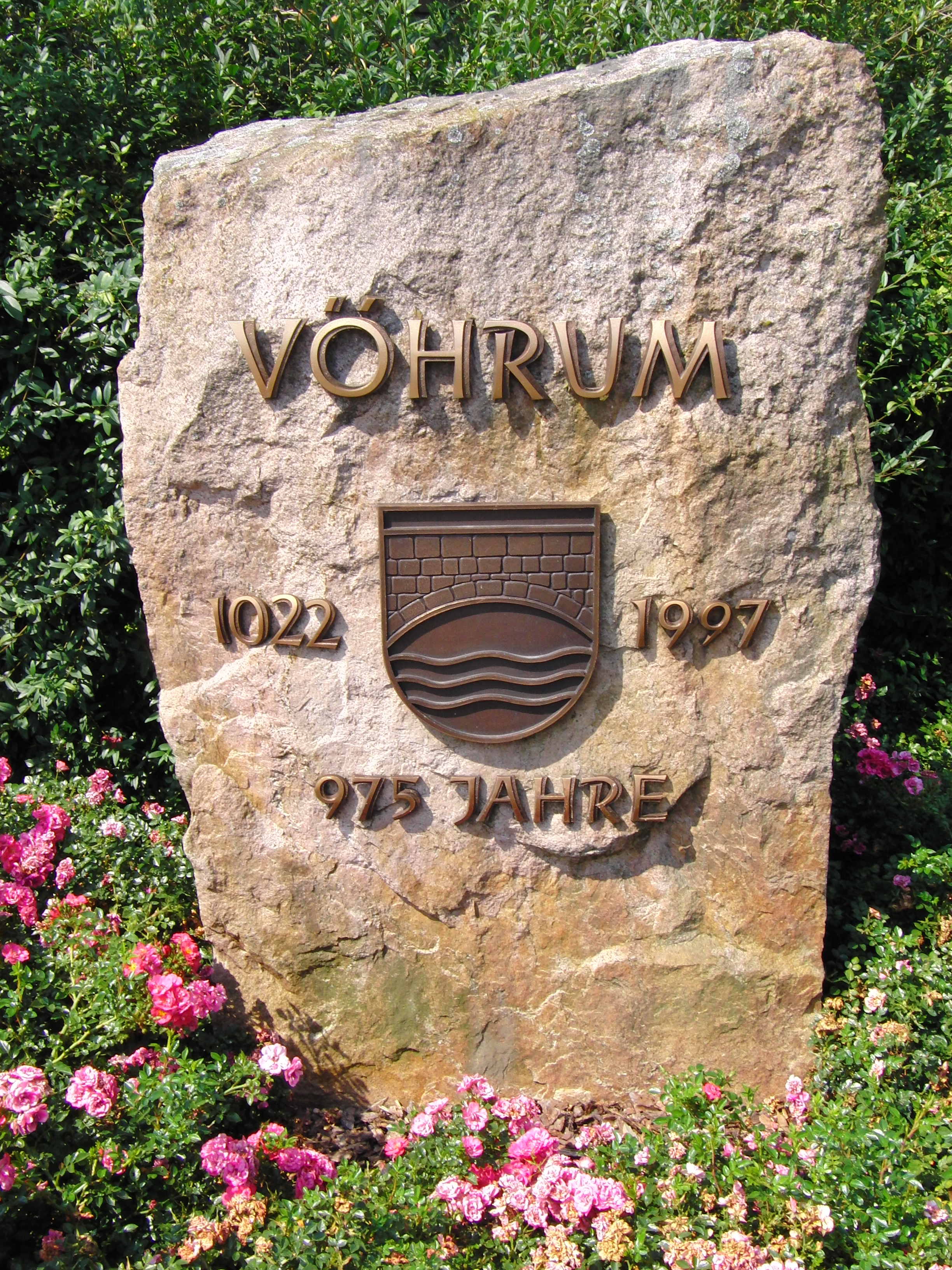
Jubläumsdenkmal an der „Spinne“

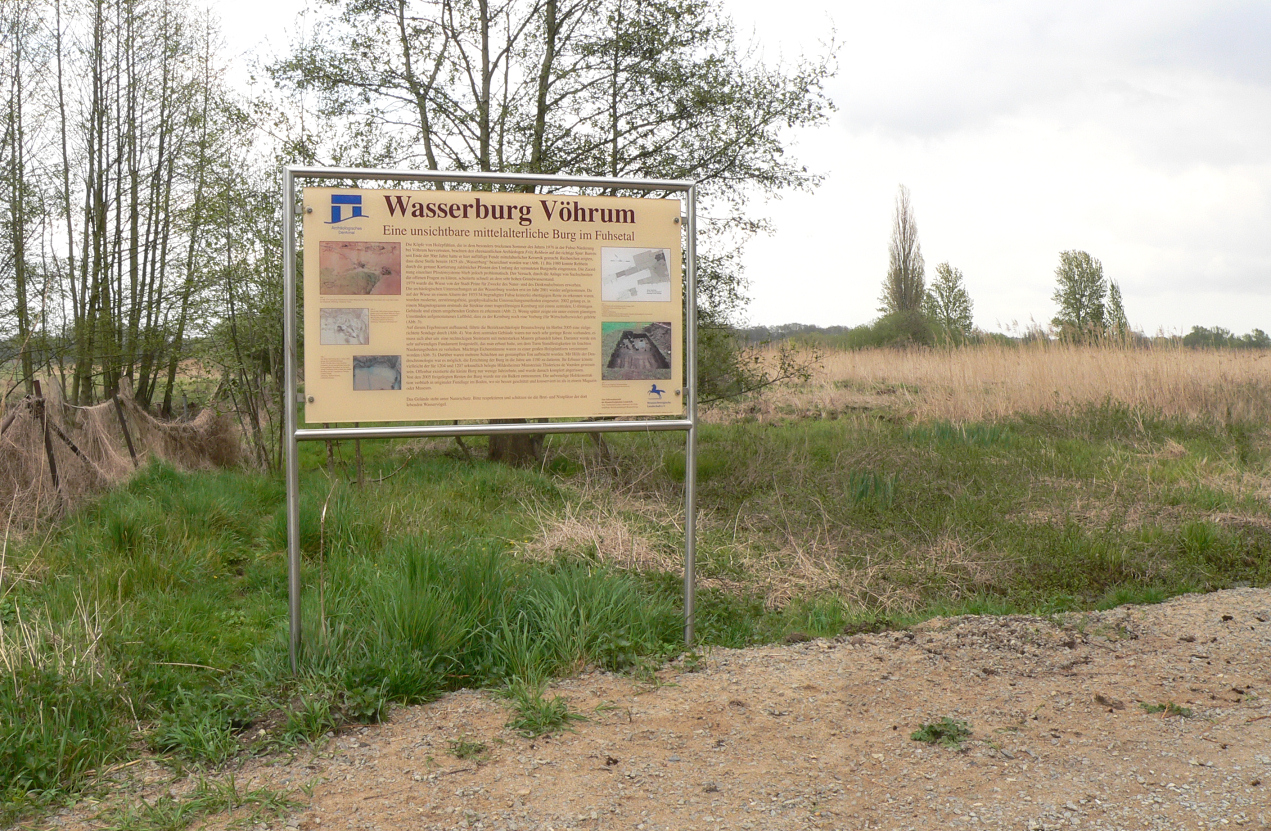
Schautafel am Standort der Wasserburg Vöhrum

Funde im Bereich des Dorfes, vor allem südlich, lassen auf erste Ansiedlungen bereits in der Jungsteinzeit schließen. Ein genaues Datum der Gründung der Ortschaft ist nicht bekannt, aufgrund der Namensendung -um kann man jedoch von einer Gründung in der Zeit zwischen dem 5. und 7. Jahrhundert nach Christus ausgehen. Die erste urkundliche Erwähnung datiert auf das Jahr 1022, als „Vordem“ in einer Aufzählung der Besitztümer des Bistums Hildesheim auftauchte. Das Dorf Vöhrum entwickelte sich an einer Furt des Flusses Fuhse, worauf auch noch die alten Dorfnamen Vorden (erstmals erwähnt um 1013, nach anderen Quellen auch Vordem) und Kerchvorden (1380) hinweisen.
In diese Zeit datiert auch die Wasserburg Vöhrum des Typs Motte, die um 1180 erbaut wurde. Im Zeitraum 2004/2005 fanden archäologische Ausgrabungen statt. Dabei wurden über 200 Pfähle gefunden, von denen einige Reste im Kreismuseum Peine ausgestellt sind. Heute weist eine am Rande des Grabungsgebietes aufgestellte Informationstafel auf die Existenz der Burg hin.
Mitte des 13. Jahrhunderts wurde Vöhrum in die Grafschaft Peine eingegliedert, wechselte in den folgenden Jahren aber noch häufig den Besitzer.
Bis ins 14. Jahrhundert ist noch von „groten Vordem“, „lutteken Vordem“ und „Kerchvorden“ die Rede, also Großvöhrum, Kleinvöhrum und Kirchvöhrum. Danach ist Groß Vöhrum nicht mehr auf Karten zu finden und wird auch nicht mehr erwähnt. Der Grund für diese Aufgabe des Dorfes ist unbekannt. Aus dieser Zeit stammt auch das erste Kirchengebäude (1370 zum ersten Mal urkundlich erwähnt), welches heute in unmittelbarer Nähe der evangelischen Kirche als Wohnhaus dient.
Im 16. und 17. Jahrhundert wurde Vöhrum immer wieder in kriegerische Auseinandersetzungen verwickelt, die Hildesheimer Stiftsfehde führte dazu, dass Vöhrum 1526 in den Pfandbesitz der Stadt Hildesheim überging, und sorgte indirekt dafür, dass in Vöhrum die Reformation durchgeführt wurde. 1553 erfolgte dann die Rückgabe an den Stift Hildesheim. 1608 wurde zum ersten Mal der Name Vöhrum verwendet.
Vöhrum stellte bis 1807 einen Grenzübergang zwischen dem Herzogtum Braunschweig-Lüneburg und dem Bistum Hildesheim dar. Daran erinnert noch das alte Zollhaus am westlichen Ortsausgang. 1803 führte der Reichsdeputationshauptschluss dazu, dass der Stift Hildesheim und damit Vöhrum dem Königreich Preußen zugeschlagen wurde. 1807 wurde Vöhrum nach der Niederlage Preußens bei Jena und Auerstedt jedoch bereits wieder im neu gegründeten Königreich Westphalen eingegliedert. Ab diesem Zeitpunkt war Vöhrum kein Grenzdorf zwischen zwei Ländern mehr. Seit 1814 gehörte Vöhrum zum Königreich Hannover. 1829 wurde die erste Brücke über die Fuhse nach Eixe gebaut. Am 1. November 1899 wurde der Bahnhof Vöhrum eingeweiht, seit dem 3. Dezember 1843 waren die Züge auf der Bahnstrecke Hannover–Braunschweig ohne Halt durchgefahren. Seit 1885 gehörte Vöhrum dann zum neu gegründeten Landkreis Peine.

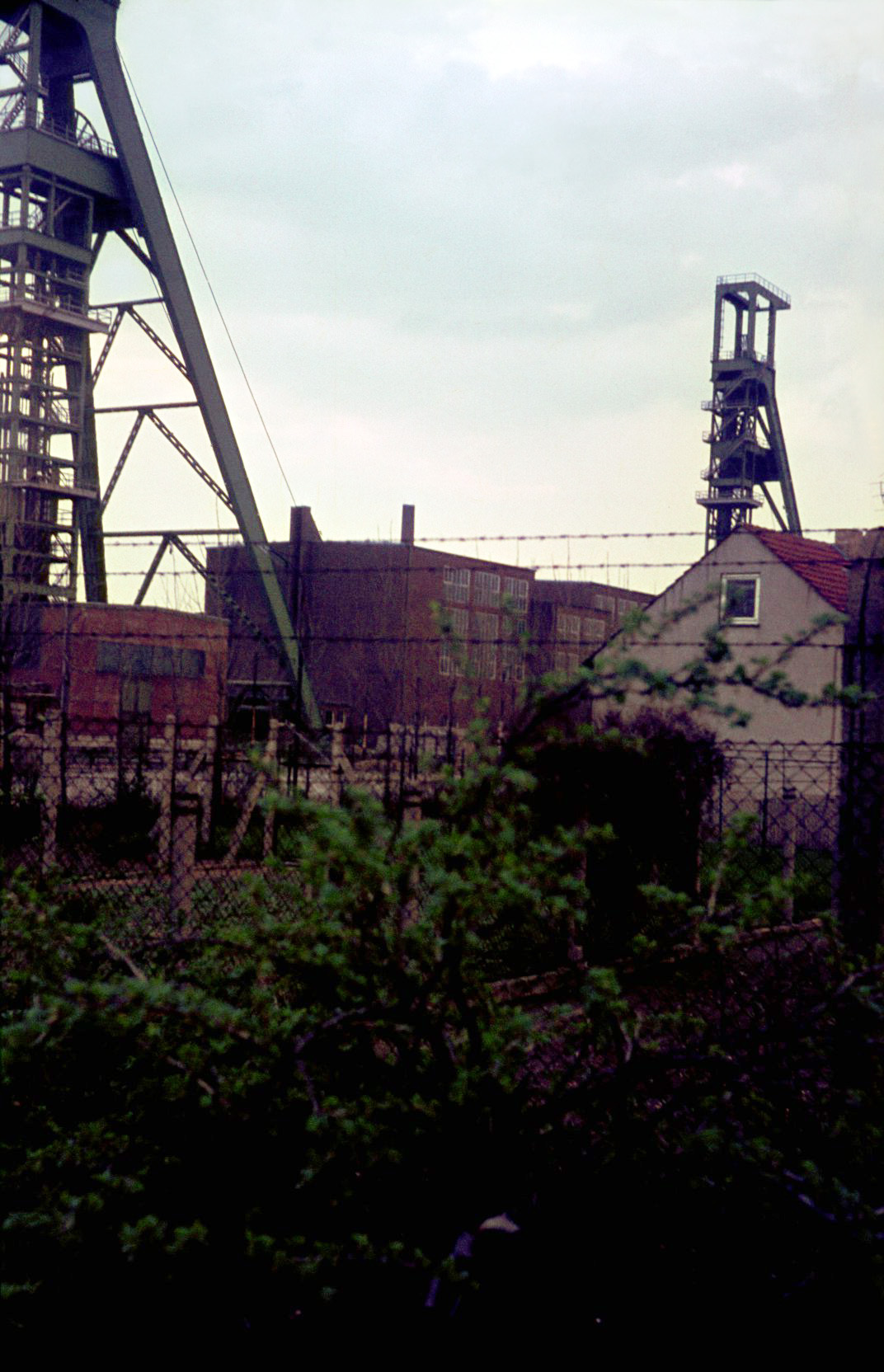
Die Schachtanlage Peine I/II mit beiden Fördertürmen, 1968

In den Jahren 1928–1929 wurde der Mittellandkanal in der Nähe von Vöhrum ausgehoben. Die Weltwirtschaftskrise 1929 traf Vöhrum, mit einem hohen Anteil von Arbeitern im Walzwerk Peine, hart. 1938 wurde an der Vöhrumer Gemeindegrenze Eisenerz entdeckt und beschlossen, einen Schachtanlage und Wohnungen für die Bergarbeiter zu bauen. Vöhrum verzeichnete daraufhin noch einmal ein starkes Wachstum.
Vöhrum wurde während des Zweiten Weltkrieges nicht beschädigt und am 10. April 1945 an die anrückende amerikanische Armee kampflos übergeben.
Im Schacht Peine I / II ereignete sich am 22. Januar 1946 kurz nach der Wiederinbetriebnahme ein schwerer Seilfahrtunfall bei dem 46 Menschen starben und eine Person schwer verletzt wurde.
Der Schacht wurde 1968 nach 14 Millionen Tonnen geförderten Erzes aufgegeben und viele Gebäude abgebrochen. Heute erinnert noch der Schachtberg⊙, das ehemalige Schachtgelände mit einigen Gebäuden (bis vor ein paar Jahren Sitz der Firma Elmeg, die aber an die Firma Funkwerk verkauft wurde und seitdem in Peine ihre Räume hat) und die ehemaligen Schachtarbeiterhäuser in der Nähe an diesen Teil der Vöhrumer Geschichte.
Ein positiver Nebeneffekt dieses Erzabbaus ist heute noch in der Umgebung in Form von vielen Kiesgruben zu sehen, die zum Teil als Badesee (Eixer See) oder Angelteich genutzt werden. Der Kies wurde verwendet, um die ausgeerzten Schächte zu verfüllen.

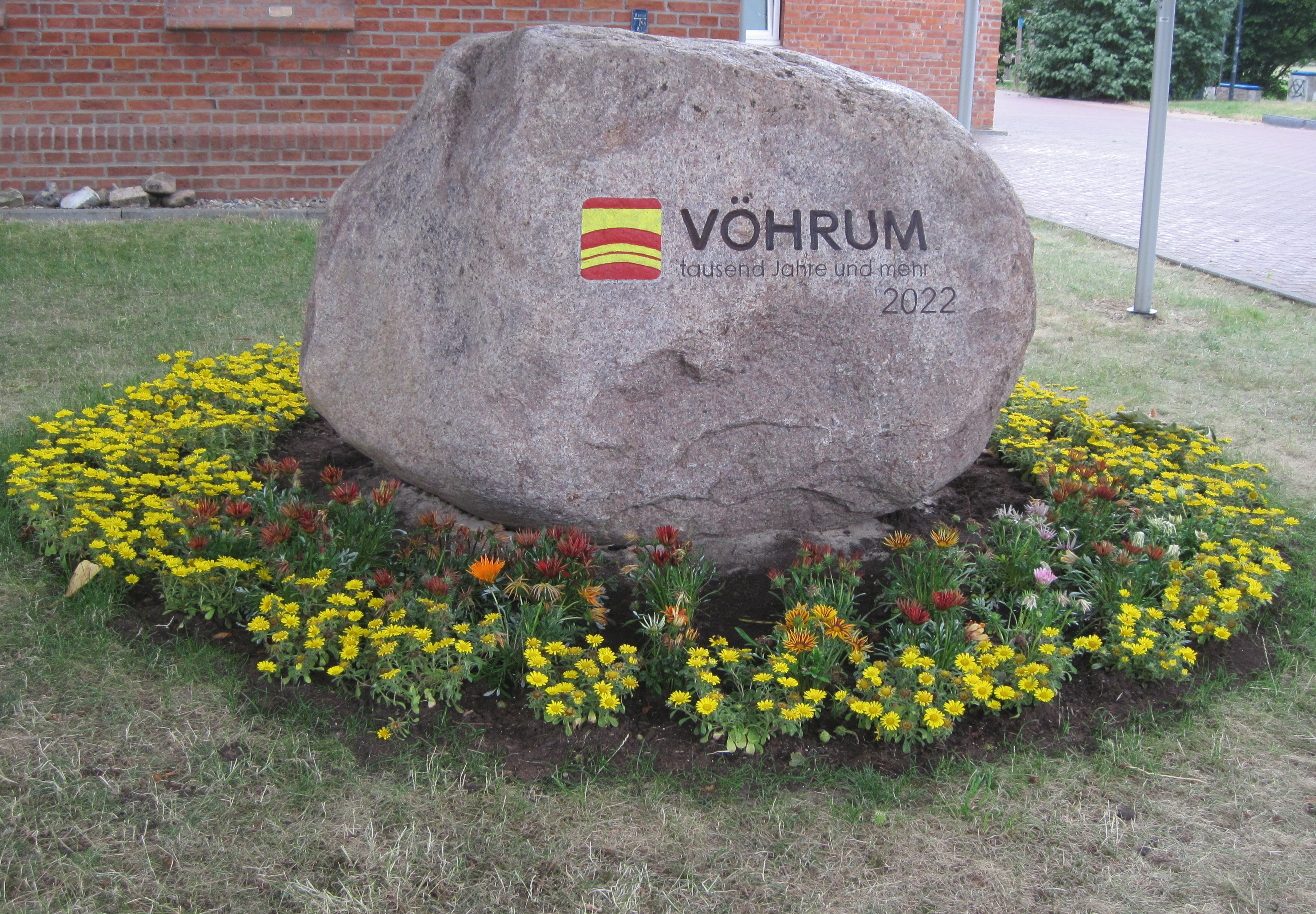
Findling als Gedenkstein zur Feier „Vöhrum - tausend Jahre und mehr“ im Jahr 2022

1973 sollte in den noch nicht verfüllten Teilen der Schachtanlage Industriemüll eingelagert werden. Diese Pläne wurden jedoch nach massiver Gegenwehr der Vöhrumer Bevölkerung aufgegeben.
Am 1. März 1974 wurde im Zuge der niedersächsischen Gebietsreform die Gemeinde Vöhrum aufgelöst und ist seitdem ein Ortsteil der Stadt Peine.
Im Juni 2022 wurde mit einem großen historischen Festumzug das Jubiläum „Vöhrum - tausend Jahre und mehr“ gefeiert. Dabei wurde vor dem alten Gemeindehaus ein Erinnerungsstein mit Gravur eingeweiht. Außerdem wurden auf dem „Spielplatz am Vöhrumer Park“, der im Ort als „Vöhrum, an den 2 Bäumen“ bekannt ist, zwei neue Bäume gepflanzt.

### Die alte Vöhrumer Landwehr

Gemarkungskarte des Amtes Peine aus dem Jahr 1729

2015 wurde bei den Vorarbeiten zum Neubaugebiet „Nördlich Hainwald“ eine mittelalterliche Grenzschutzanlage entdeckt, die zwischen dem Bistum Hildesheim im Süden und dem Herzogtum Braunschweig-Lüneburg im Norden quer durch den heutigen Landkreis verlief. Dabei handelt es sich um Gräben, die ins 13. Jahrhundert datiert werden können und als eine dreifach gestaffelte Grabenanlage vorher völlig unbekannt waren. Diese Gräben konnten vom Knickteich, einem Stauteich mit einer selbst heute noch erkennbaren Senke, zusätzlich mit Wasser gefüllt werden. Zwischen den Gräben lagen bepflanzte Wälle, die einen schwer zu überwindenden natürlichen Grenzschutz boten.

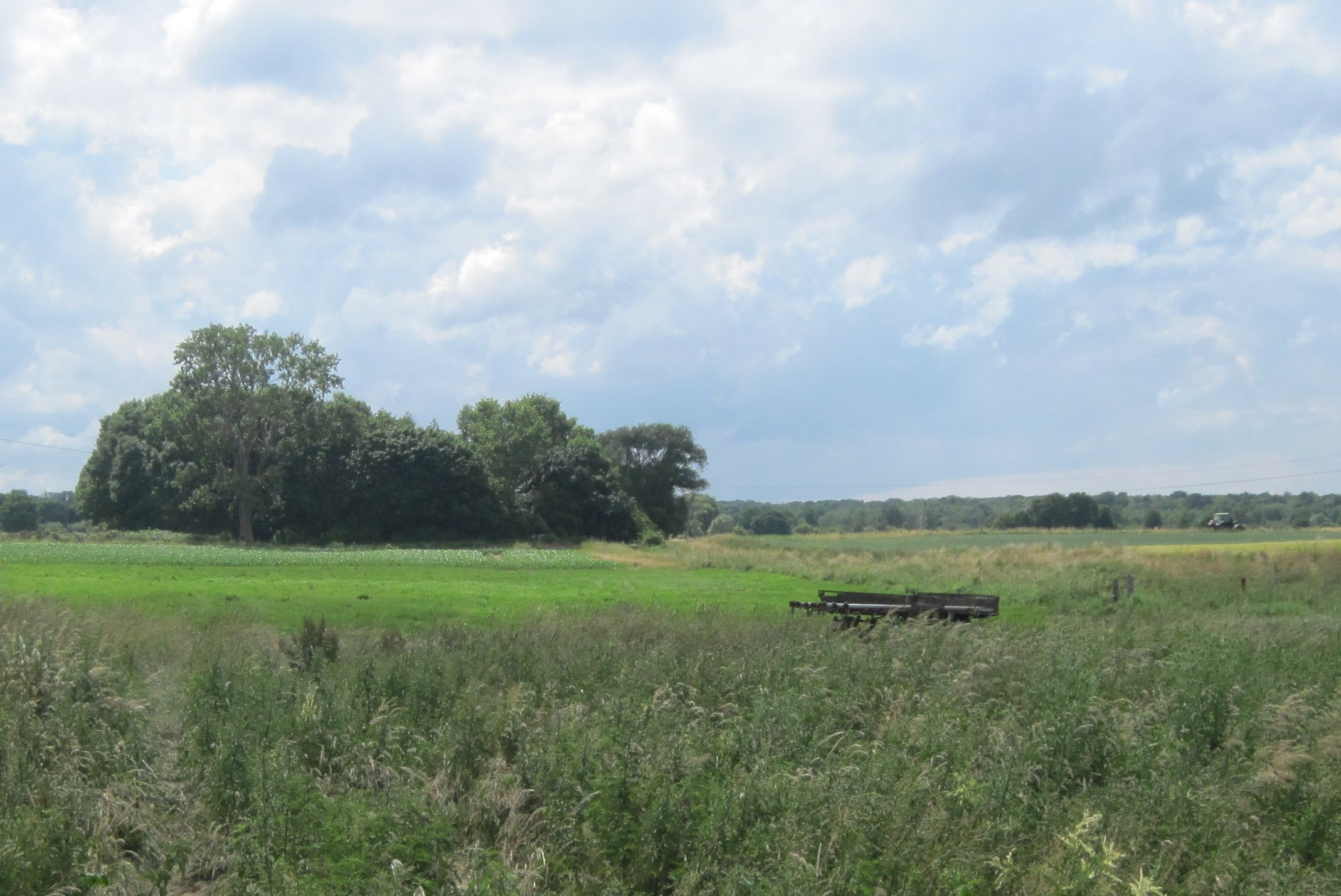
Senke des „Knickteiches“ in Vöhrum

Insgesamt konnte ein ganzer Teil der Anlage auf 120 Metern Länge und 30 Metern Breite nach Mutterboden-Abtrag für einen Bodenaustausch unten an der Landgraben-Niederung freigelegt, erforscht und dokumentiert werden und war für mehrere Monate hervorragend zu sehen.
Hinzu kommt die Landgrabenniederung selbst und eine durch Flurnamen („Knick“) belegte Wehrhecke, die auf den Wällen und vermutlich auch im Vorgelände angepflanzt war, und die Anlage insgesamt zu einem schwer überwindbaren Hindernis machte. Am Westrande des Baugebiets wurde zudem ein Grenzübergang („Schlag“) zur nördlich gegenüber liegenden Wüstung Groß Vöhrum („Groten Vorden“) nachgewiesen.

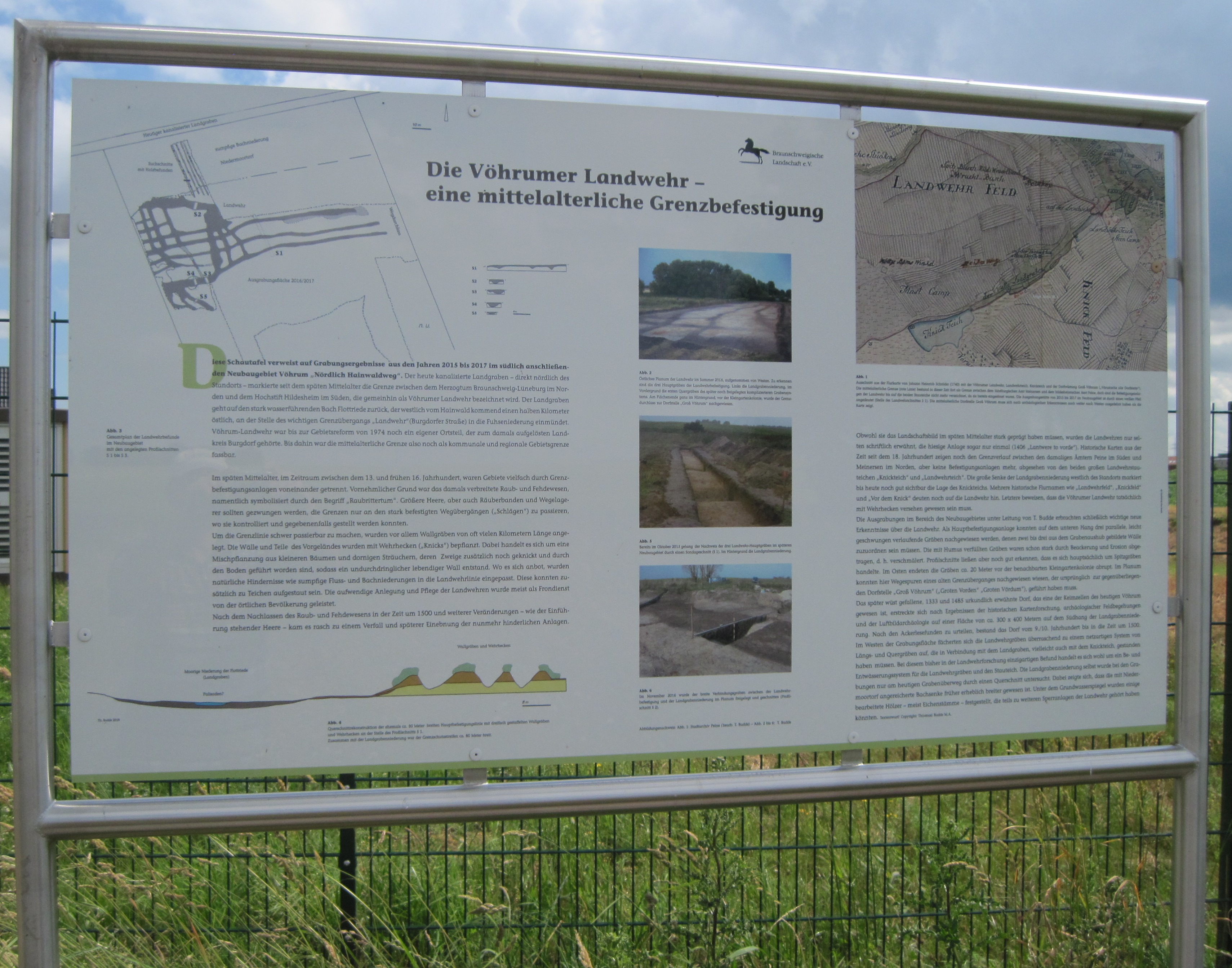
Infotafel Vöhrumer Landwehr

Heute erinnert zwischen den mittlerweile erstellten Neubauten westlich des Schrebergartenvereines und der Senke des alten Knickteiches eine Schautafel an diese Jahrhunderte alte Anlage, die politisch betrachtet noch bis zur Gemeindereform 1974 als Grenze zum damaligen Landkreis Burgdorf (Regierungsbezirk Lüneburg) fassbar war. Der Ort „Landwehr“, bis dahin mit nur noch etwa 22 Einwohnern eine der kleinsten selbständigen Gemeinden Deutschlands, wurde ein Teil der Stadt Peine. In Vöhrum selbst erinnern bis heute einige Straßennamen wie Landwehr, Landwehrfeld, Am Landwehrgraben, Am Moor und Im Knickfeld an die Anlage.

### Bevölkerungsentwicklung
| Jahr | Einwohner |
| ---- | --------- |
| 1644 | 233       |
| 1772 | 287       |
| 1821 | 696       |
| 1848 | 693       |
| 1910 | 1.247     |
| 1919 | 1.243     |
| 1938 | 1.466     |
| 1946 | 3.558     |

| Jahr | Einwohner |
| ---- | --------- |
| 1961 | 3.331     |
| 1966 | 4.000     |
| 1970 | 4.575     |
| 1972 | 5.000     |
| 1983 | 6.365     |
| 2004 | 7.196     |
| 2007 | 7.232     |
| 2012 | 7.066     |

| Jahr | Einwohner |
| ---- | --------- |
| 2017 | 6.881     |
| 2021 | 7.006     |
| 2024 | 7.014     |

## Religion

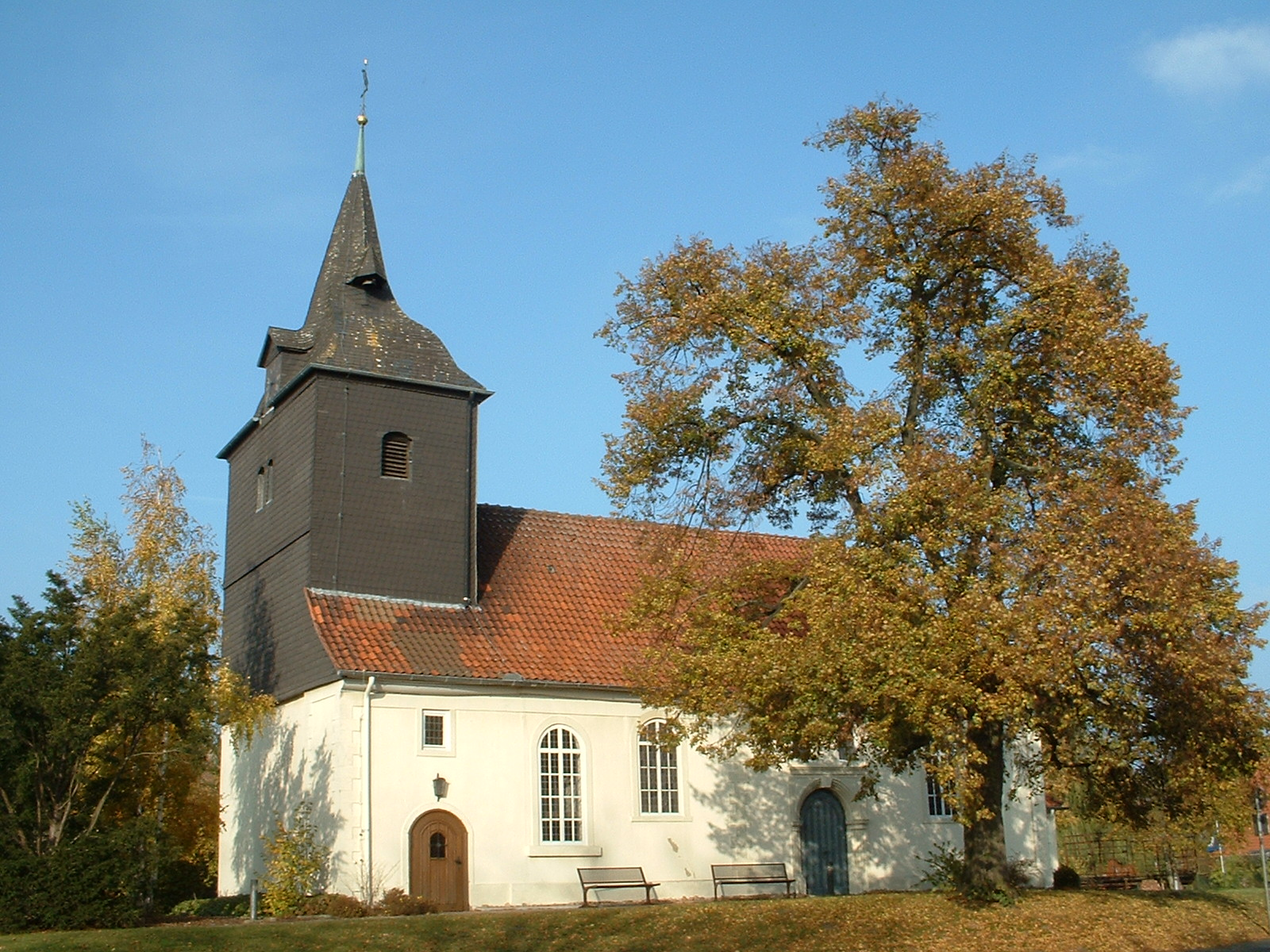
Die evangelische Kirche in Vöhrum

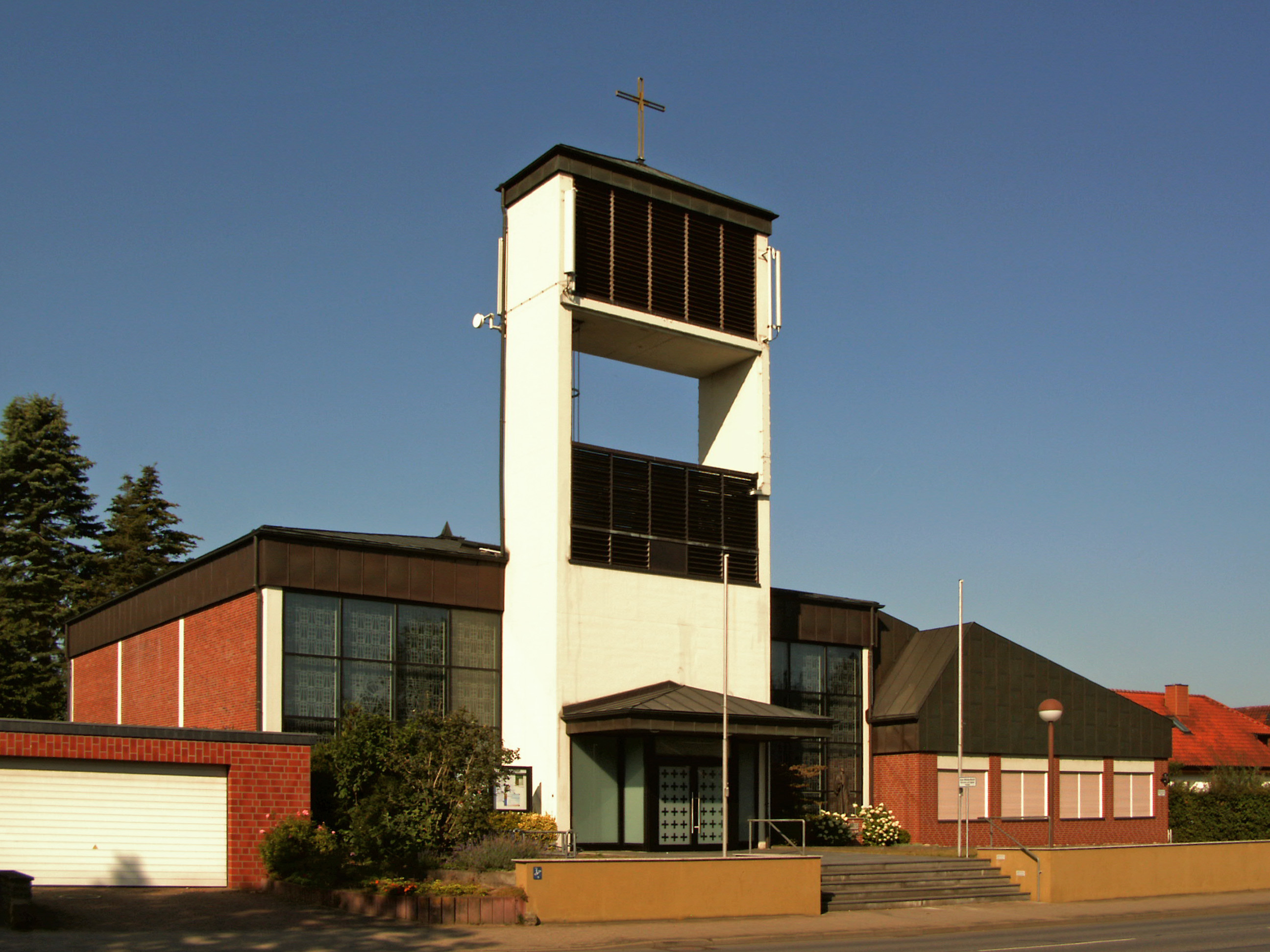
Die katholische Kirche St. Josef

- Die evangelisch-lutherische Kirchengemeinde Vöhrum hat neben ihrer Kirche von 1700 noch ein Pfarrhaus sowie ein Gemeindehaus.
- Die aus dem Jahr 1960 stammende katholische St.-Josef-Kirche an der Burgdorfer Straße fällt durch ihr markantes Äußeres auf. Zuvor bestand bereits ab 1948 eine Notkapelle in einem Fachwerkhaus, da sich nach 1945 katholische Heimatvertriebene im seit der Reformation evangelischen Vöhrum niedergelassen hatten. Die St.-Josef-Kirche ist seit 2006 eine Filialkirche der Pfarrgemeinde „Zu den Heiligen Engeln“ in Peine.
- Des Weiteren gibt es noch eine neuapostolische Kirche, die sich gegenüber dem Friedhof befindet und zum Kirchenbezirk Braunschweig gehört.

## Politik
Zum Ortsrat und zum Ortsbürgermeister siehe Ortschaft Vöhrum/Eixe/Landwehr.

### Wappen
Das Wappen zeigt eine goldene Steinbrücke über einem doppelten goldenen Wellenbalken auf einem roten Schild. Die Brücke steht für die aus dem Ortsnamen erkenntliche Querungsmöglichkeit der Fuhse, denn der Name „Vöhrum“ leitet sich von „Furtheim“ ab. Die Furt wurde später durch den Bau einer festen Brücke ersetzt. Der goldene Wellenbalken (vom 4. Mai 2000 bis 25. Februar 2021 silbern) symbolisiert die Fuhse. Die Farben Rot-Gold weisen auf die jahrhundertelange Zugehörigkeit zum ehemaligen Hochstift Hildesheim hin.
Das Wappen wurde am 7. Juli 1951 durch den niedersächsischen Innenminister genehmigt, der Entwurf stammt von Rudolf Dehnke.

## Kultur und Sehenswürdigkeiten

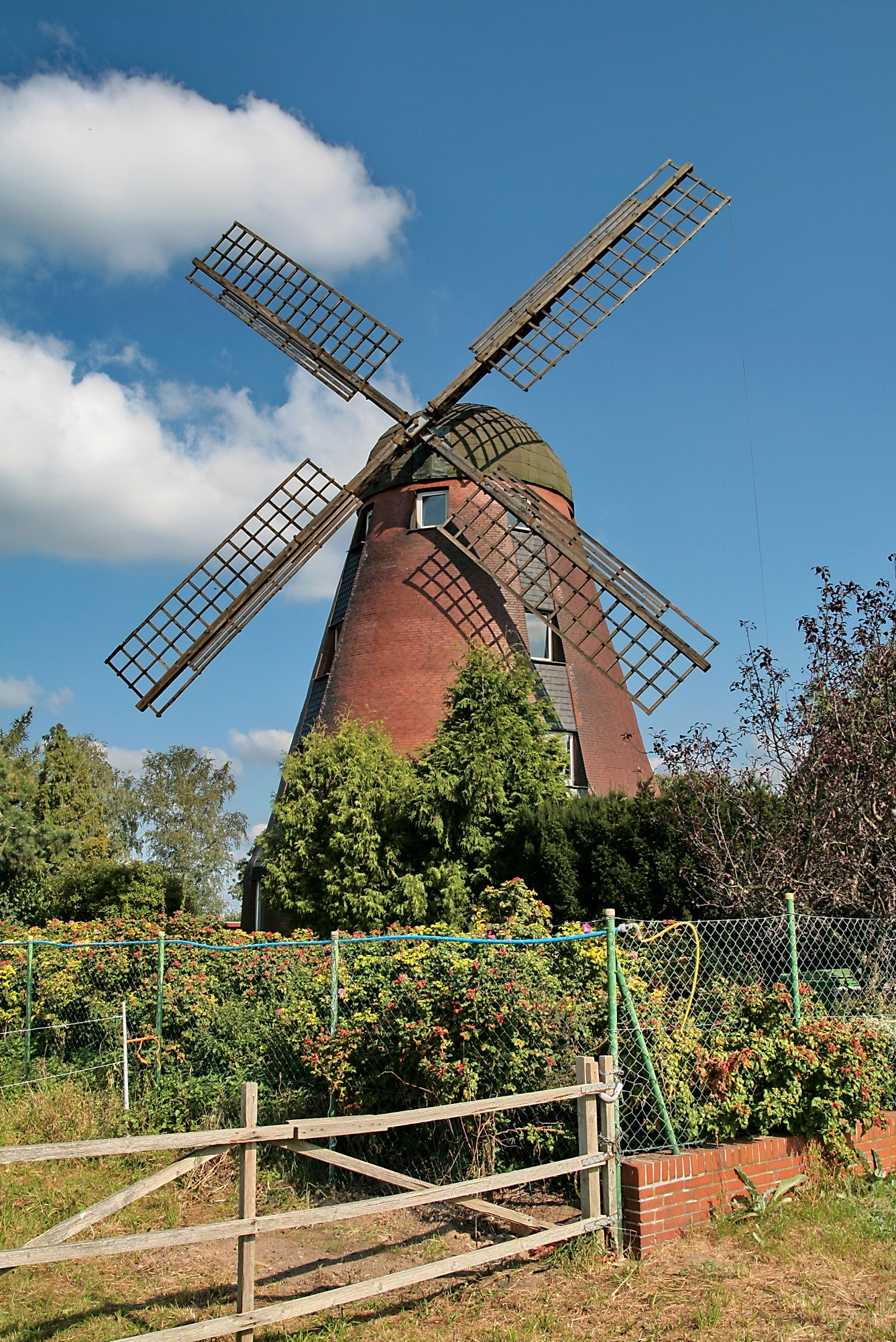
Windmühle von Vöhrum

### Bauwerke
- Die evangelisch-lutherische Kirche im Ortskern stammt aus der Zeit um 1700 und wurde an die Reste einer noch älteren Kirche aus dem 16. Jahrhundert angebaut. Als besonders sehenswert gelten die handgeschnitzten Figuren am Altar, die auf das Jahr 1480 geschätzt werden. Die denkmalgeschützte Orgel wurde 1778 durch den Orgelbauer Johann Conrad Müller aus Hildesheim erbaut und ist weitgehend erhalten.

- Die Holländerwindmühle von 1891 steht hinter dem nordwestlichen Ortsausgang in Richtung Sievershausen und ist seit dem Frühjahr 2011 zur „Niedersächsische Mühlenstraße“ angeschlossen. Bei dem in Privatbesitz befindlichen Bauwerk ist nur eine Außenbesichtigung möglich.

### Sport
Die Berufsbildenden Schulen des Landkreises Peine (BBS) sind ausgestattet mit einem Stadion, das neben einem Fußballplatz und einer Tartanbahn auch eine Stabhochsprunganlage sowie eine große Flutlichtanlage besitzt. Der TSV Arminia Vöhrum nutzt diese Anlage für Leichtathletik-Wettkämpfe und Fußballspiele.
Ein weiterer Fußballplatz mit Flutlichtanlage befindet sich hinter dem Dorfgemeinschaftshaus und wird ebenfalls vom TSV Arminia Vöhrum genutzt. Die große Sporthalle mit Tribüne der BBS wird für Wettkämpfe genutzt. Sie und die Sporthalle der Grundschule „Hainwaldschule“ werden vom TSV Arminia Vöhrum genutzt.
An der Posener Straße befinden sich sechs vom TSV betriebene Tennisplätze sowie eine von der Schützengilde betriebene Bogenschießanlage.

### Vereine
Der 2010 gegründete Heimat- und Kulturverein Vöhrum-Eixe-Landwehr unterstützt verschiedene Veranstaltungen in Vöhrum. Er hat sich zum Ziel gesetzt, die Ortsgeschichte, die Heimatstube im Dachgeschoss des „Bürgerhaus – Alte Pfarrei“ und das kulturelle Leben (z. B. Filmnacht, Osterfeuer, Themenabende) in Vöhrum aktiv zu gestalten. 2011 wird durch Mitglieder die Bücherei in Vöhrum weiter betrieben, die vor der Schließung stand.
Unter dem Namen „Vöhrum hat’s“ wurde 1999 eine Werbegemeinschaft Vöhrumer Geschäftsleute gegründet die u. a. ein jährliches Maibaumfest organisiert.
Der Sportverein TSV Arminia Vöhrum bietet die Sportarten Basketball, Fußball, Leichtathletik, Handball, Volleyball, Tischtennis und Turnen an und hat ein Vereinsheim an der Posener Straße.

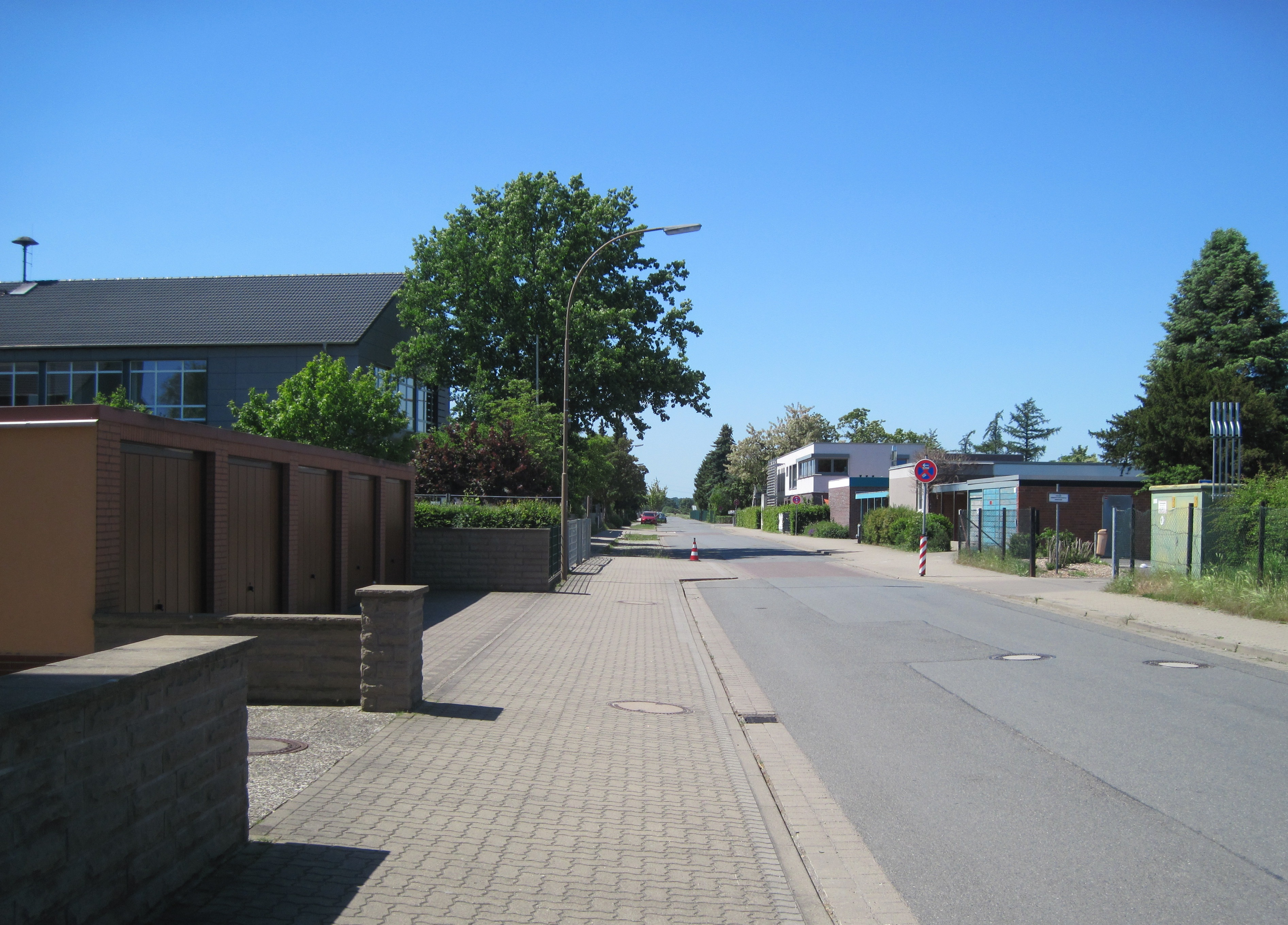
Vöhrum-Hainwaldweg

Die Vöhrumer Schützengilde, welche anbietet, den Schießsport auszuüben, und die Vöhrumer Junggesellschaft organisieren das jährliche Schützenfest sowie einige weitere Veranstaltungen wie z. B. ein Seifenkistenrennen zu dem ebenso die ehemalige Abordnung und nun eigenständige, ortsansässige Mädchengemeinschaft ihren Teil beiträgt.
Außerdem gibt es in Vöhrum noch die Laienspielgruppe der HUKL-Bühne sowie den Männergesangverein von 1888 e. V. Ein gemischter (Volks-)Chor, der Männerchor Projekt X und der Frauenchor Die Chorifeen gestalten zudem das Ortsleben mit Konzerten an unterschiedlichen Orten im Dorf. Des Weiteren besteht noch ein Posaunenchor.
Am westlichen Ende zwischen Grundschule, Sportplatz, Dorfgemeinschaftshaus, Kindertagesstätte und dem Neubaugebiet Nördlich Hainwald befindet sich der ca. 5 ha große Schrebergartenverein KGV Erholung.

## Wirtschaft und Infrastruktur

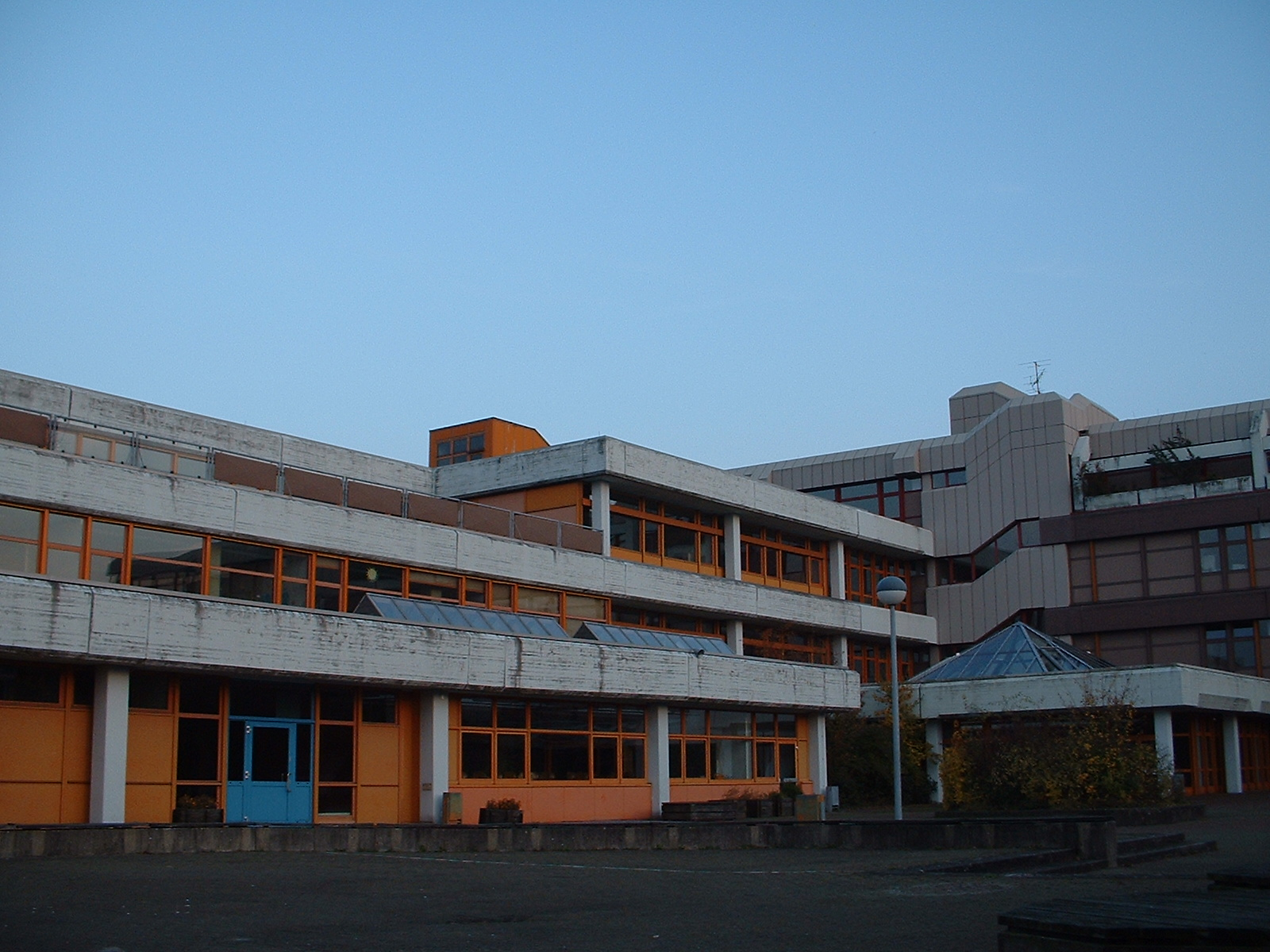
Die Berufsbildenden Schulen

Größere Unternehmen wie „Pelikan AG“ und „Hoffmann – Glasbau“ haben ihren Sitz bzw. einen Teil der Produktion in Vöhrum ebenso wie zahlreiche kleinere Handwerks-, Einzelhandels- und Dienstleistungsunternehmen.
Vöhrum verfügt über vier Kindertagesstätten: Bärenhöhle, Hand in Hand, Löwenzahn und Sonnenblume. An Schulen sind im Ort vorhanden: Die Grundschule Hainwaldschule Vöhrum, die IGS Peine – Integrierte Gesamtschule mit gymnasialer Oberstufe sowie die Berufsbildenden Schulen des Landkreises Peine (BBS). Die Räume werden auch 
von anderen Einrichtungen wie der Kreisvolkshochschule genutzt.

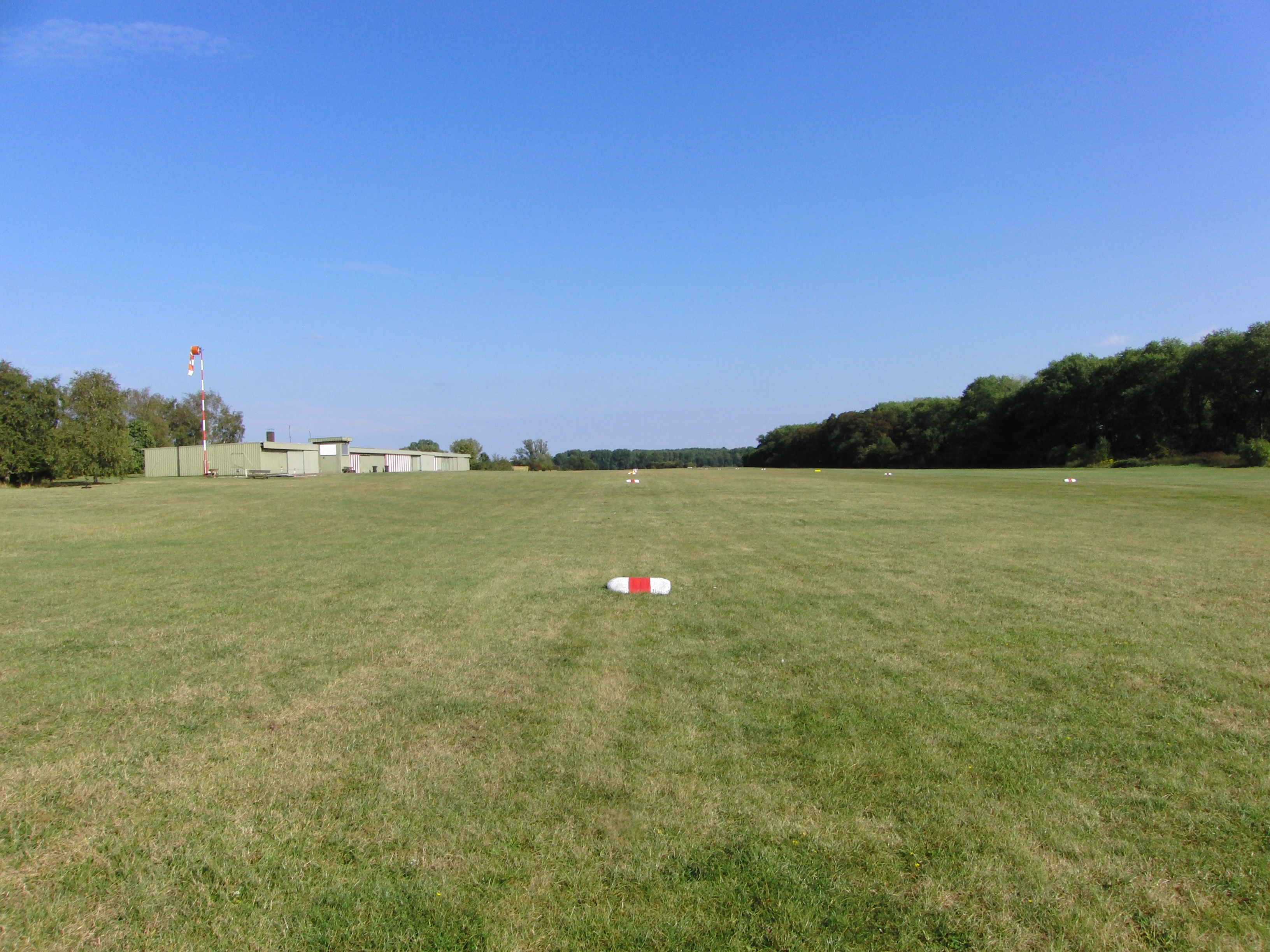
Flugplatz Peine-Glindbruchkippe

Vöhrum ist ein Haltepunkt an der Bahnstrecke Hannover–Braunschweig und wird stündlich in beide Richtungen bedient. Vöhrum gehört zum Verbundtarif Region Braunschweig, die GVH bietet jedoch auch einen speziellen Tarif für Monatskarten an. Die Fahrtzeit nach Hannover bzw. Braunschweig beträgt je ca. 20 Minuten. Es besteht eine halbstündliche Busverbindung nach Peine.
Die zentrale Lage Vöhrums ist vorteilhaft, die Städte Braunschweig und Hannover sind in kurzer Zeit über die A 2 zu erreichen, die Städte Hildesheim, Celle und Salzgitter über Bundesstraßen.
Des Weiteren befindet sich in der Vöhrumer Feldmark der Flugplatz Peine-Glindbruchkippe ⊙ auf der sogenannten Glindbruchkippe. Hierbei handelt es sich um eine 15 m hohe, künstliche Halde, die aus dem Bodenaushub, der beim Bau des Mittellandkanals anfiel, aufgeschüttet wurde.

## Persönlichkeiten
- Ariane Binder (* 1974), Journalistin und Fernsehmoderatorin